# Montbéliard
Montbéliard är en kommun och stad i nordöstra Frankrike. Den är sous-préfecture (underprefektur) i departementet Doubs i regionen Bourgogne-Franche-Comté och har 25 516 invånare (2022).

## Historia

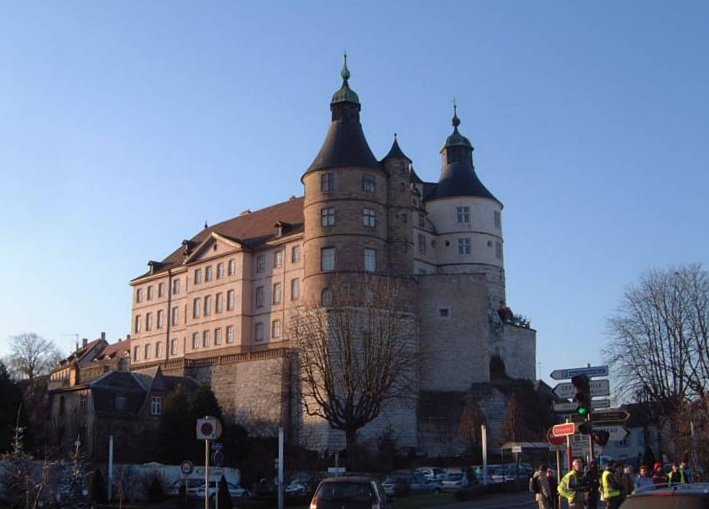
Château de Montbéliard

Staden omnämns första gången 985 som Mons Beliardae, och blev på 1000-talet ett grevskap i det Tysk-romerska riket. Staden kallades på gammaltyska Mömpelgard, och 1397 gick grevskapet via giftermål till Huset Württemberg. År 1524, tio år tidigare än i Württemberg, införde greve Ulrich och reformatorn William Farel protestantism i Mömpelgard. Från 1598 till 1608 byggde arkitekten Heinrich Schickhardt flera landmärken i staden: Saint Martin, ett slott, en bro, ett universitet och flera hotell.
Efter franska revolutionen blev staden en kort tid inlemmad i raurakiska republiken, och annekterades 1793 av Frankrike.
Till följd av styret under hertigarna av Württemberg har staden i flera århundraden varit en protestantisk enklav i Frankrike.

## Befolkningsutveckling
Antalet invånare i kommunen Montbéliard
Referens:INSEE